# Jens Bojsen-Møller
Pour les articles homonymes, voir Bojsen-Møller.
Ne doit pas être confondu avec Jens Møller, pilote automobile danois.
Jens Bojsen-Møller, né le 8 juin 1966 à Copenhague, est un skipper danois.

## Carrière
Jens Bojsen-Møller participe aux Jeux olympiques d'été de 1992 et remporte la médaille de bronze dans la catégorie du Flying Dutchman avec son cousin Jørgen Bojsen-Møller.